# Chelone lyonii

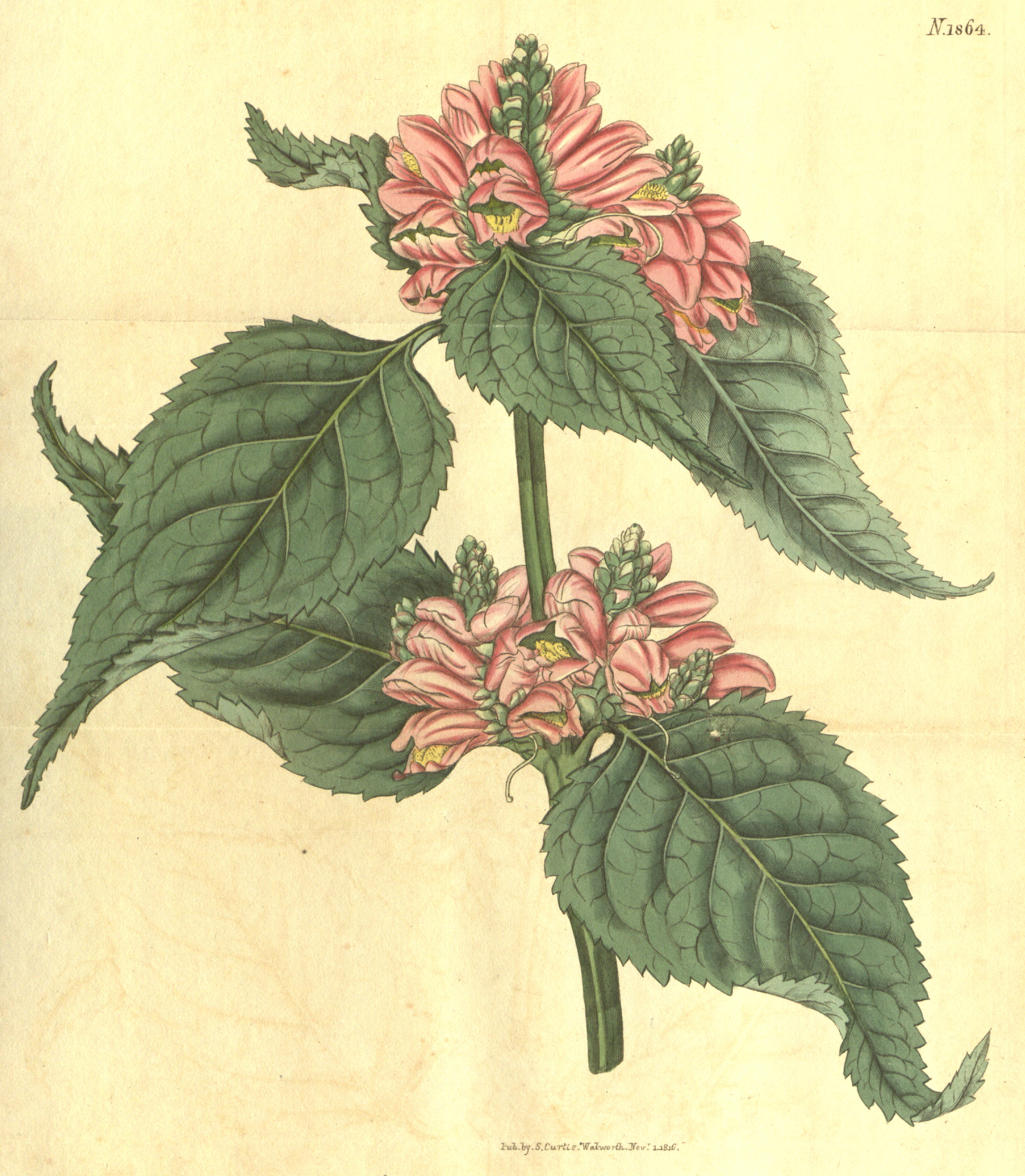
Popisný obrázek

Chelone lyonii je vytrvalá bylina z čeledi jitrocelovitých, vysoká až 30 cm. Kvete v srpnu a září nápadnými modrofialovými květy. Květy jsou poměrně velké, pyskaté, nápadně světle fialové. Květ je považován za dekorativní a jako okrasná rostlina je proto druh široce pěstován.

## Český název
V českých zemích je Chelone lyonii zatím poměrně neznámá a je zde pojmenovávána různě, komerční názvy jsou často odvozeniny od synonym rodu tedy například želvice, štítovka, želonice, hledíček. České odborné jméno není známo.

## Rozšíření
Tento druh je původní v Severní Americe, na jihovýchodě USA.

## Použití
Pro své výrazné květenství se Chelone lyonii vysazuje do ozdobných skalek, nádob a záhonů s dalšími trvalkami na světlých stanovištích, kde vynikne. Druh je vhodný spíše do skupin a hromadných výsadeb než jako solitéra.

### Pěstování
Vyžaduje výsluní nebo polostín na stanovišti. Druhu vyhovuje spíše vlhká propustná živná půda.

## Množení
Lze jej rozmnožovat semeny a v malém množství i oddenky a částmi kořenů brzy na jaře.